# Monocarpia
Monocarpia là chi thực vật có hoa trong họ Annonaceae.

## Từ nguyên
Từ tiếng Hy Lạp mono = một, karpos = quả; nói tới hoa chỉ có một lá noãn.

## Các loài
Danh sách loài lấy theo Plants of the World Online:
- Monocarpia borneensis Mols & Kessler, 2000: Bắc và tây bắc Borneo, bao gồm Brunei và Malaysia.
- Monocarpia euneura Miq., 1865: Borneo, bao gồm Indonesia và Malaysia.
- Monocarpia kalimantanensis P.J.A.Kessler, 1993: Borneo, bao gồm Brunei, Indonesia và Malaysia.
- Monocarpia maingayi (Hook.f. & Thomson) I.M.Turner, 2012: Miền nam Thái Lan, Malaysia bán đảo và Sumatra.